# Georgette Lenoir
Georgette Lenoir, francoska atletinja.
Ni nastopila na poletnih olimpijskih igrah. Leta 1922 je osvojila srebrno medaljo v teku na 1000 m na svetovnih ženskih igrah, leta 1925 je v isti disciplini postala francoska državna prvakinja. 20. avgusta 1922 je postavila prvi uradno priznani svetovni rekord v teku na 800 m s časom 2:30,4, ki ga je držala le deset dni.